# Global Knowledge Network Sweden
Global Knowledge Network Sweden är ett utbildningsföretag som inriktar sig på IT- och projektledarutbildning. Huvudkontoret är stationerat i Cary, North Carolina (för USA), Toronto (för Kanada) och London (för EMEA). Global Knowledge ägs av New York-baserade investeringsbolaget MidOcean. Global Knowledge grundades år 1995 och har mer än 1 300 anställda över hela världen.
Global Knowledge Network Sweden har sitt kontor i Stockholm, Sverige.